# Claudio Imhof
Claudio Imhof (Münsterlingen, 26 settembre 1990) è un ex pistard ed ex ciclista su strada svizzero, vincitore di una medaglia ai Mondiali su pista, di sette medaglie agli Europei su pista e di una medaglia agli Europei su strada.

## Palmarès

### Pista
- 2008

Campionati europei, Scratch Junior
UIV Cup Zurigo, Under-23 (con Silvan Dillier)
- 2009

Campionati svizzeri, Inseguimento a squadre (con Franco Marvulli, Alexander Aeschbach e Bernhard Oberholzer)
Quatre Jours de Nouméa, (con Silvan Dillier)
- 2011

Trois Jours d'Aigle (con Silvan Dillier)
Campionati svizzeri, Americana (con Silvan Dillier)
- 2013

Campionati svizzeri, Americana (con Olivier Beer)
Grand Prix Velodromes Romances, Americana (Aigle, con Jan Keller)
- 2014

Track Cycling Challenge, Americana (Grenchen, con Reto Müller)
- 2015

Oberhausen, Americana (con Loïc Perizzolo)
Tre sere di Pordenone (con Tristan Marguet)
- 2016

Öschelbronn Track Cycling Meeting, Americana (con Loïc Perizzolo)
Campionati svizzeri, Inseguimento individuale
Campionati svizzeri, Mezzofondo
Track Cycling Challenge, Omnium (Grenchen)
Track Cycling Challenge, Inseguimento a squadre (Grenchen, con Olivier Beer, Loïc Perizzolo e Tristan Marguet)
- 2017

Campionati svizzeri, Inseguimento a squadre (con Patrick Müller, Reto Müller, Lukas Rüegg e Nico Selenati)
Campionati svizzeri, Americana (con Tristan Marguet)
- 2018

Campionati svizzeri, Omnium
Campionati svizzeri, Inseguimento individuale
Campionati svizzeri, Americana (con Tristan Marguet)
Tre Giorni Aigle, Inseguimento individuale
Tre Giorni Aigle, Corsa a punti
- 2019

5ª prova Coppa del mondo 2018-2019, Omnium (Cambridge)
Tre Giorni Aigle, Inseguimento individuale
4ª prova Coppa del mondo 2019-2020, Inseguimento a squadre (Cambridge, con Robin Froidevaux, Stefan Bissegger, Lukas Rüegg e Mauro Schmid)
- 2020

Campionati svizzeri, Inseguimento individuale
Campionati svizzeri, Corsa a punti
- 2021

Campionati svizzeri, Corsa a eliminazione
5ª prova Champions League, Scratch (Londra)
- 2022

Troféu Internacional de Anadia, Inseguimento individuale
Trois Jours d'Aigle, Corsa a eliminazione
Palma de Mallorca, Corsa a punti
Berlin, Corsa a punti
Classifica endurance Champions League
- 2023

Campionati svizzeri, Inseguimento individuale
Campionati svizzeri, Americana (con Simon Vitzthum)
Tre Giorni Aigle, Corsa a eliminazione

### Strada
- 2007 (Juniores)

3ª tappa Grand Prix Rüebliland (Schneisingen > Schneisingen)
- 2008 (Juniores)

3ª tappa, 1ª semitappa Tour du Pays de Vaud (Penthaz > Château-d'Oex)
- 2009 (Dilettanti, una vittoria)

8ª tappa Tour de la Nouvelle-Calédonie
- 2019 (Akros-Thömus, una vittoria)

1ª tappa Rhône-Alpes Isère Tour (Charvieu-Chavagneux > Villefontaine)

#### Altri successi
- 2008 (Juniores)

Classifica a punti Tour du Pays de Vaud
- 2013 (Dilettanti)

Grand Prix de la Courtine
- 2014 (Dilettanti)

Grand Prix Osterhas
- 2018 (Dilettanti)

Grand Prix Osterhas

## Piazzamenti

### Competizioni mondiali
- Campionati del mondo su pista

Città del Capo 2008 - Inseguimento a squadre Junior: 6º
Città del Capo 2008 - Inseguimento individuale Junior: 16º
Città del Capo 2008 - Americana Junior: 3º
Apeldoorn 2011 - Inseguimento a squadre: 13º
Apeldoorn 2011 - Inseguimento individuale: 15º
Melbourne 2012 - Inseguimento a squadre: 11º
Melbourne 2012 - Inseguimento individuale: 17º
Londra 2016 - Corsa a punti: 13º
Londra 2016 - Scratch: 3º
Londra 2016 - Americana: 4º
Hong Kong 2017 - Inseguimento a squadre: 6º
Hong Kong 2017 - Corsa a punti: 8º
Hong Kong 2017 - Americana: 5º
Apeldoorn 2018 - Inseguimento a squadre: 6º
Apeldoorn 2018 - Omnium: 11º
Pruszków 2019 - Inseguimento a squadre: 6º
Pruszków 2019 - Inseguimento individuale: 8º
Pruszków 2019 - Omnium: 10º
Berlino 2020 - Inseguimento a squadre: 6º
Berlino 2020 - Inseguimento individuale: 7º
Roubaix 2021 - Inseguimento a squadre: 5º
Roubaix 2021 - Inseguimento individuale: 4º
Roubaix 2021 - Corsa a eliminazione: 22º
St. Quentin-en-Yv. 2022 - Inseguimento a squadre: 10º
St. Quentin-en-Yv. 2022 - Inseguimento individuale: 9º
St. Quentin-en-Yv. 2022  - Americana: 12º
St. Quentin-en-Yv. 2023 - Inseguimento a squadre: 11º
St. Quentin-en-Yv. 2023 - Inseguimento individuale: 13º
St. Quentin-en-Yv. 2023  - Corsa a eliminazione: 7º
- Campionati del mondo su strada

Città del Capo 2008 - Cronometro Junior: 36º
Città del Capo 2008 - In linea Junior: ritirato
Yorkshire 2019 - Staffetta mista: 6º
Yorkshire 2019 - Cronometro Elite: 35º

### Competizioni europee
- Campionati europei su pista

Pruszków 2008 - Inseguimento individuale Junior: 9º
Pruszków 2008 - Corsa a punti Junior: 4º
Pruszków 2008 - Scratch Junior: vincitore
Minsk 2009 - Inseguimento individuale Under-23: 12º
Minsk 2009 - Inseguimento a squadre Under-23: 8º
Minsk 2009 - Americana Under-23: 11º
S. Pietroburgo 2010 - Inseg. a squadre Under-23: 5º
San Pietroburgo 2010 - Americana Under-23: 8º
Pruszków 2010 - Inseguimento a squadre: 7º
Pruszków 2010 - Americana: 11º
Apeldoorn 2011 - Inseguimento a squadre: 12º
Apeldoorn 2011 - Americana: 2º
Apeldoorn 2013 - Americana: 8º
Apeldoorn 2013 - Derny: 6º
Hannover 2015 - Derny: 6º
Grenchen 2015 - Corsa a punti: 3º
St. Quentin-en-Yvelines 2016 - Inseg. a squadre: 11º
St. Quentin-en-Yvelines 2016 - Corsa a punti: 17º
Berlino 2017 - Inseguimento a squadre: 7º
Berlino 2017 - Inseguimento individuale: 5º
Berlino 2017 - Americana: 4º
Glasgow 2018 - Inseguimento a squadre: 2º
Glasgow 2018 - Inseguimento individuale: 3º
Glasgow 2018 - Omnium: 8º
Apeldoorn 2019 - Inseguimento a squadre: 4º
Apeldoorn 2019 - Omnium: 12º
Plovdiv 2020 - Inseguimento a squadre: 3º
Plovdiv 2020 - Inseguimento individuale: 5º
Plovdiv 2020 - Omnium: 13º
Grenchen 2021 - Inseguimento a squadre: 2º
Grenchen 2021 - Inseguimento individuale: 3º
Grenchen 2021 - Americana: 10º
Monaco di Baviera 2022 - Inseg. a squadre: 5º
Monaco di Baviera 2022 - Inseg. individuale: 7º
Grenchen 2023 - Inseg. a squadre: 7º
Grenchen 2023 - Inseg. individuale: 9º
- Campionati europei su strada

Glasgow 2018 - In linea Elite: 34º
Alkmaar 2019 - Cronometro Elite: 12º
Alkmaar 2019 - In linea Elite: ritirato
Plouay 2020 - Cronometro Elite: 16º
Plouay 2020 - In linea Elite: 58º
Plouay 2020 - Staffetta mista: 2º
- Giochi europei

Minsk 2019 - Inseguimento a squadre: 3º
Minsk 2019 - Inseguimento individuale: 3º